# Ulvsättra gård

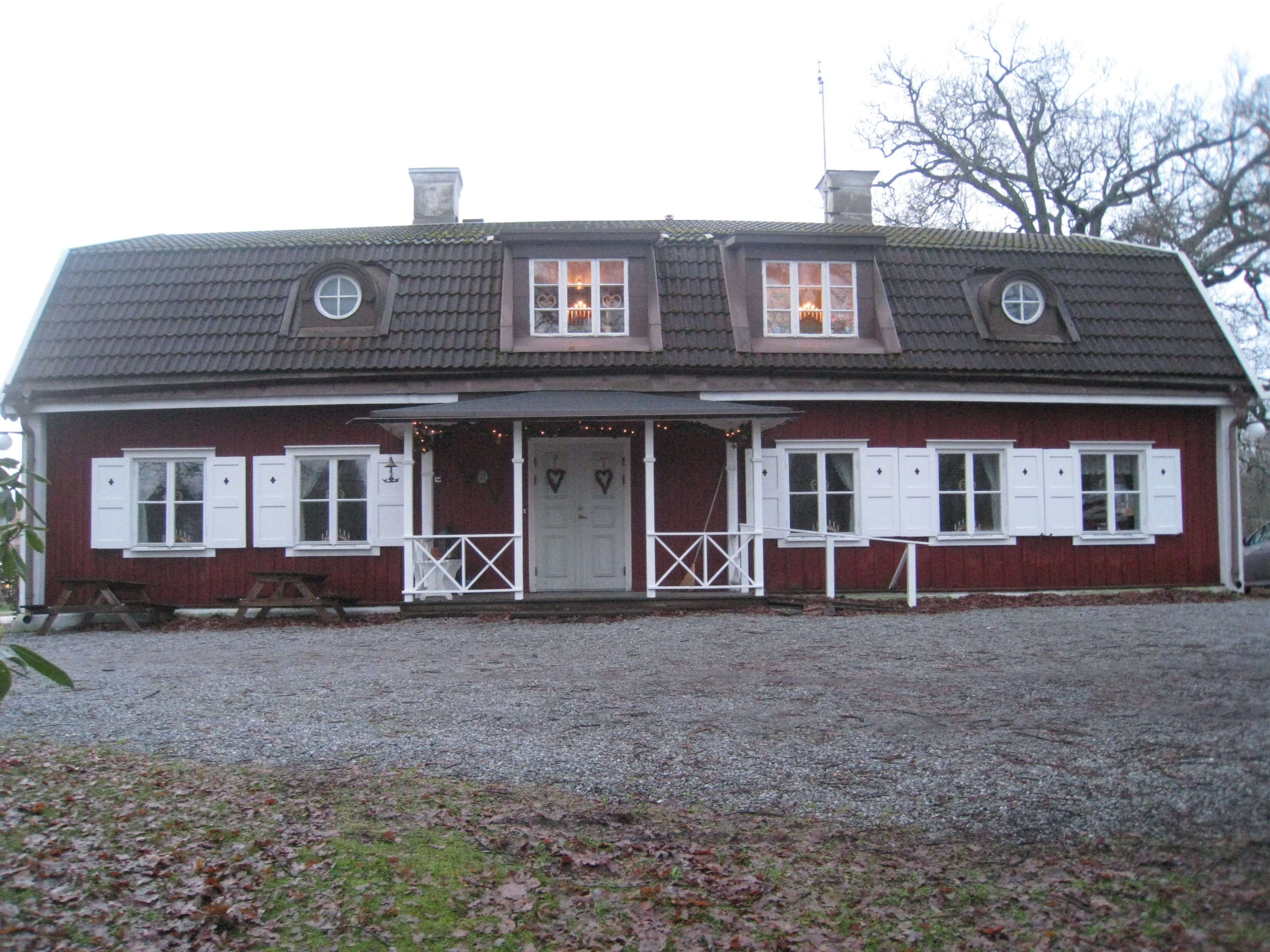
Ulvsättra gård på Ulvsättravägen 6 i Kallhäll, huvudbyggnaden eller den så kallade bygdegården.

Ulvsättra gård är en gård på Ulvsättravägen 6 i kommundelen Kallhäll i Järfälla kommun, Stockholms län. Redan i början av 1500-talet var Ulvsättra gård känd som kyrkogods. Gården ligger omgiven av höga lövträd och består av en huvudbyggnad med två flyglar. Ulvsättra gård ägs idag av Järfälla kommun.

## Byggnaden
Huvudbyggnaden och den södra flygeln uppfördes troligen på 1700-talet. Manbyggnaden är en långsträckt, låg envåningsbyggnad med sexdelad plan och inredd vind under ett brutet sadeltak. Huset har en välbevarad karaktär från 1700-talets slut eller 1800-talets början. Den södra flygeln har varit tvättstuga och brygghus och den norra flygeln var varit drängstuga. Alla de tre husen har faluröda fasader med vita snickerier. De gamla fönsterluckorna är också vitmålade. Taken täcks med rött lertegel. På husets dörrar och fönster finns ett flertal handsmidda beslag bevarade. De stora takfönstren utgör nytillskott i samband med invändig modernisering. Under ombyggnaden 1906 tillkom den öppna förstukvisten i östfasadens mitt och på sydfasaden. Huvudbyggnaden ligger vackert på en liten upphöjning och den är omgiven av gammal lövträdsvegetation. Mot öster öppnar sig betesmark och mot norr ansluter nu Bolindervallen. Byggnaderna har behållit sin karaktär av lantlig idyll även om de gränsar till Kallhälls samhälle som snabbt växte upp.
Fram till 1971 har gården haft jordbruk. Gården skiftade ofta ägare och arrendatorer. Ulvsättra gård har hyrts av högre ämbetsmän och grosshandlare från Stockholm. Bland annat har den ägts av Bolinders Fabriks AB i mitten av 1950-talet.
1969 övertogs gården av Järfälla kommun, som också hyr ut bygdegården, logen och bagarstugan. Logen och ekonomibyggnaderna ligger på andra sidan Ulvsättravägen. Gården restaurerades 1979 och Ulvsättra bygdegårdsförening står för driften av byggnaderna. Själva gårdsmiljön med mangård och ekonomibyggnader finns kvar. Det är en av kommunens få kompletta gårdsmiljöer med en idyll inte långt från genomfartsvägen. Byggnaderna på andra sidan Ulvsättravägen tillhör också Ulvsättra gård. Den 16 maj 1994 bildades en Bygdegårdsförening, vars främsta mål är att gården skall bli en samlingspunkt för både unga och gamla i Järfälla.

## Bilder

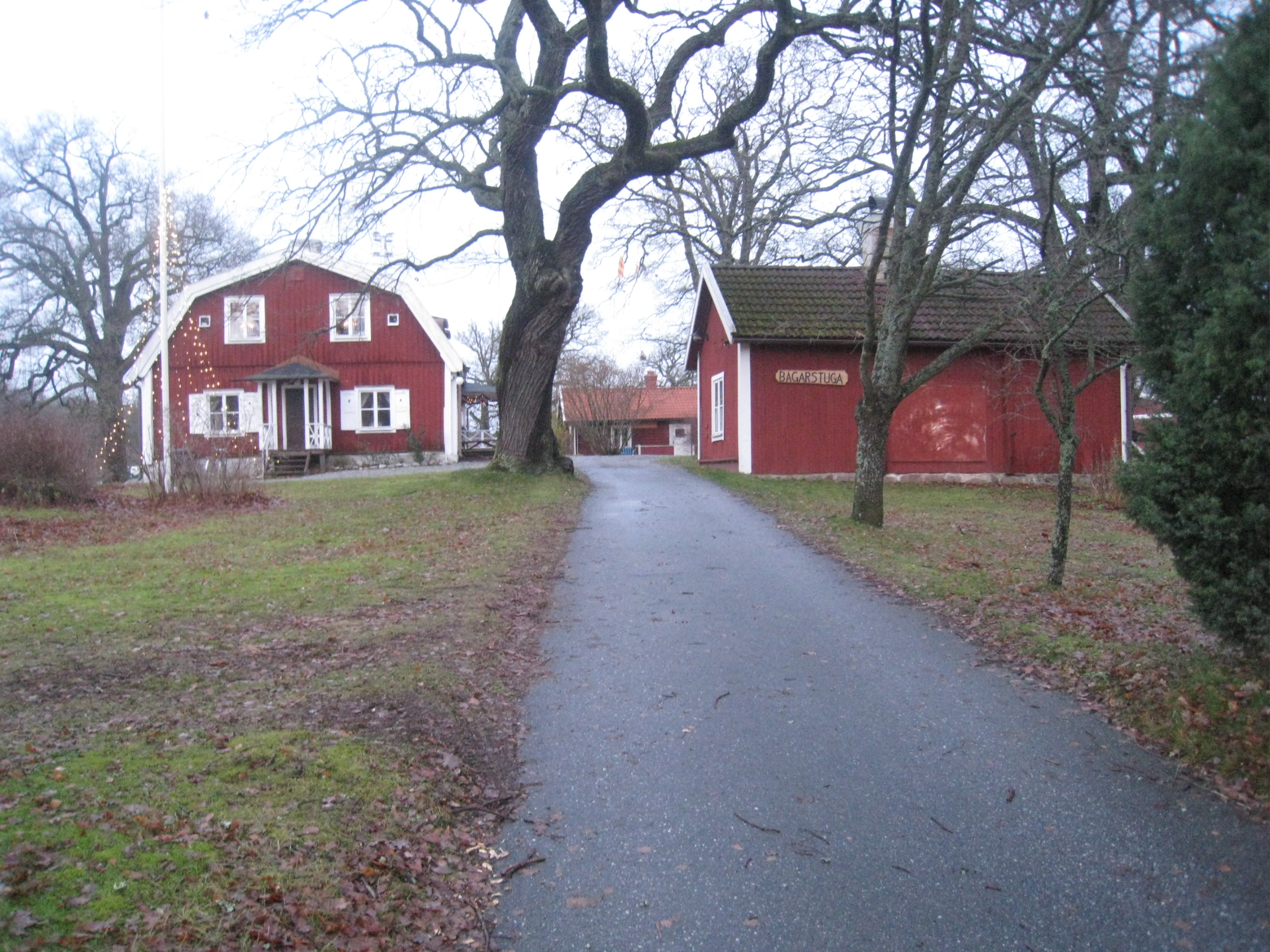
Ulvsättra gård med huvudbyggnaden till vänster och bagarstugan till höger.
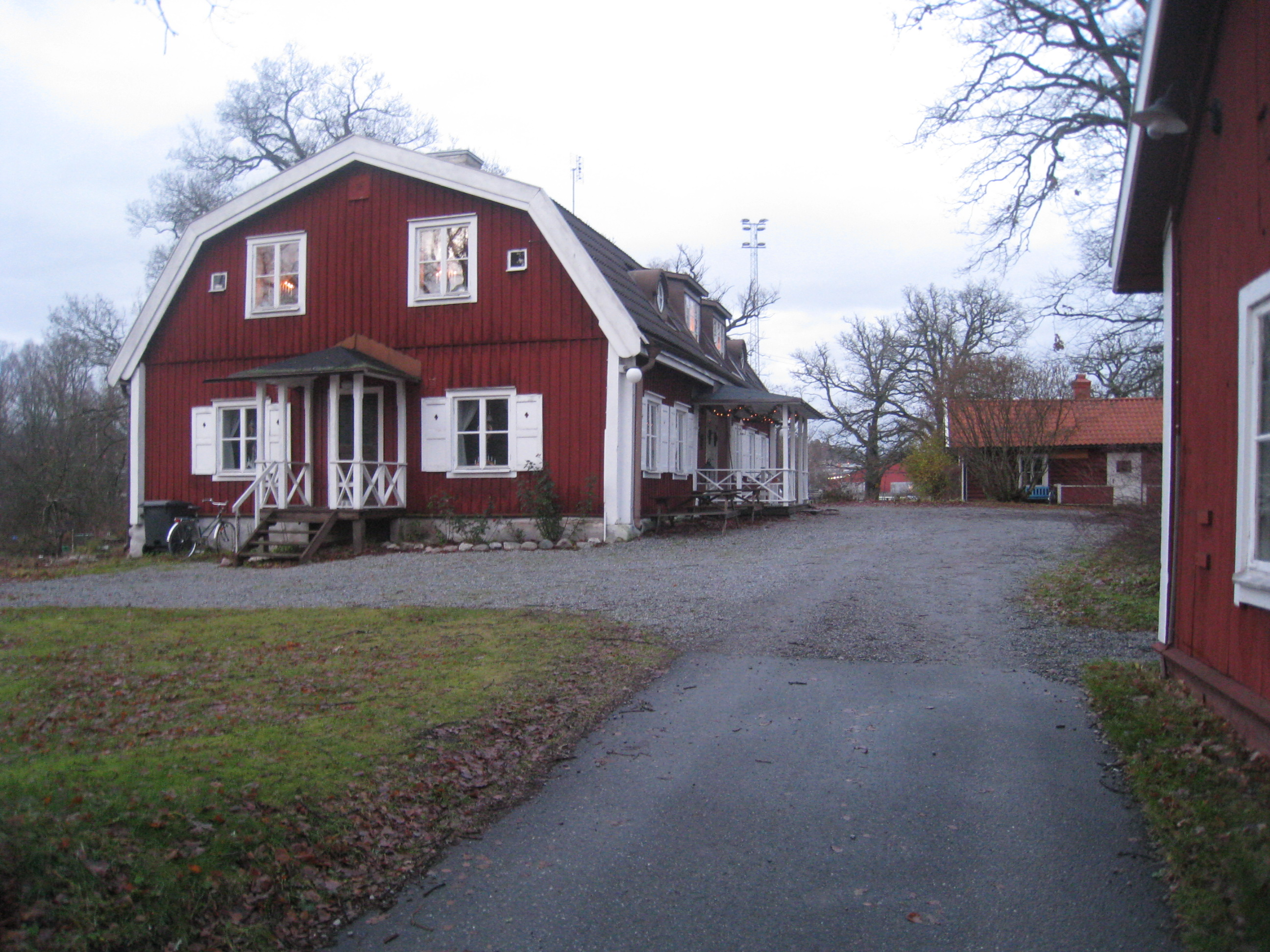
Huvudbyggnaden från söder, uppfördes troligen på 1700-talet, och används som bygdegård.
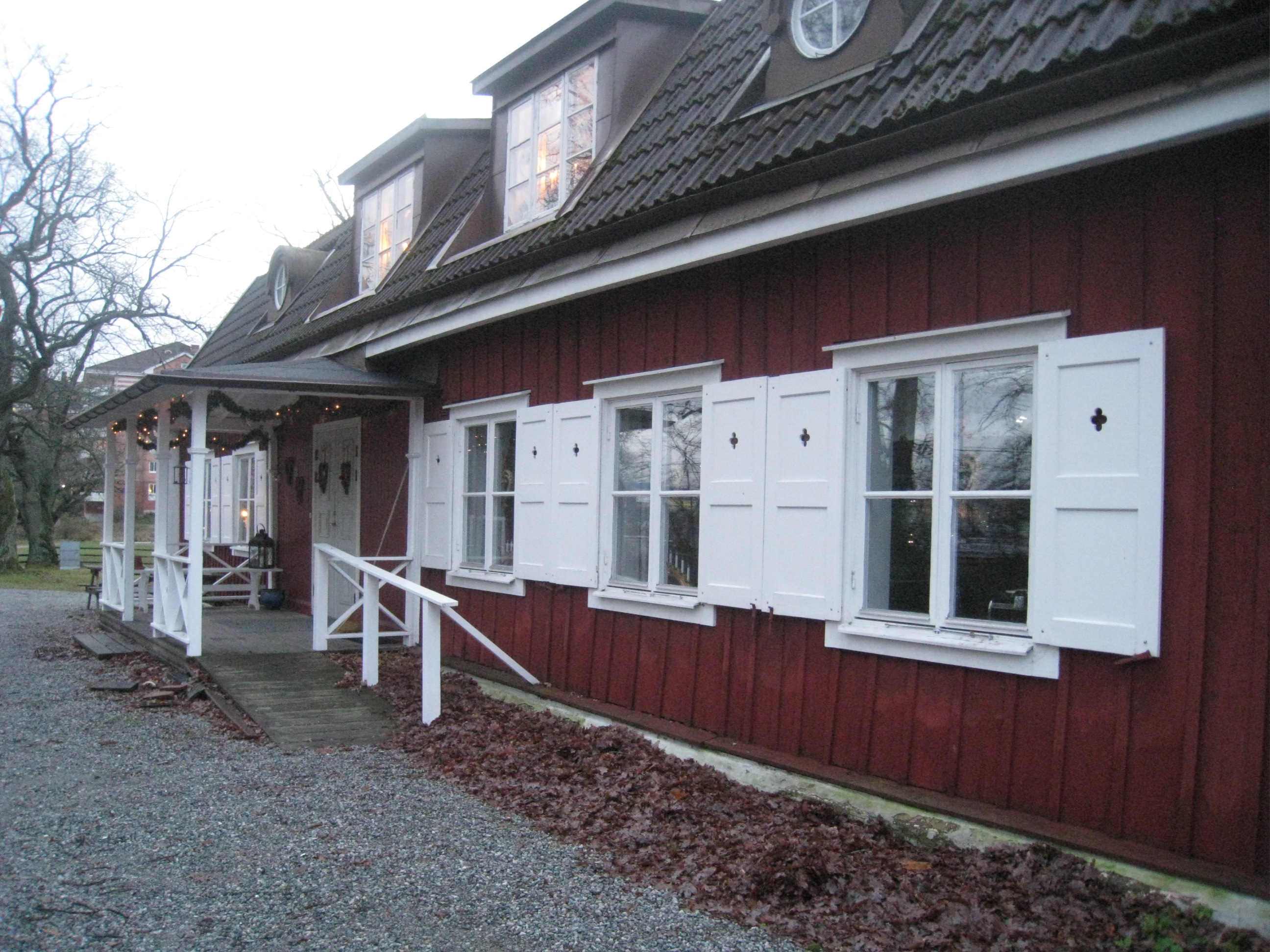
Huvudbyggnaden från entrésidan med sina vita fönsterluckor.
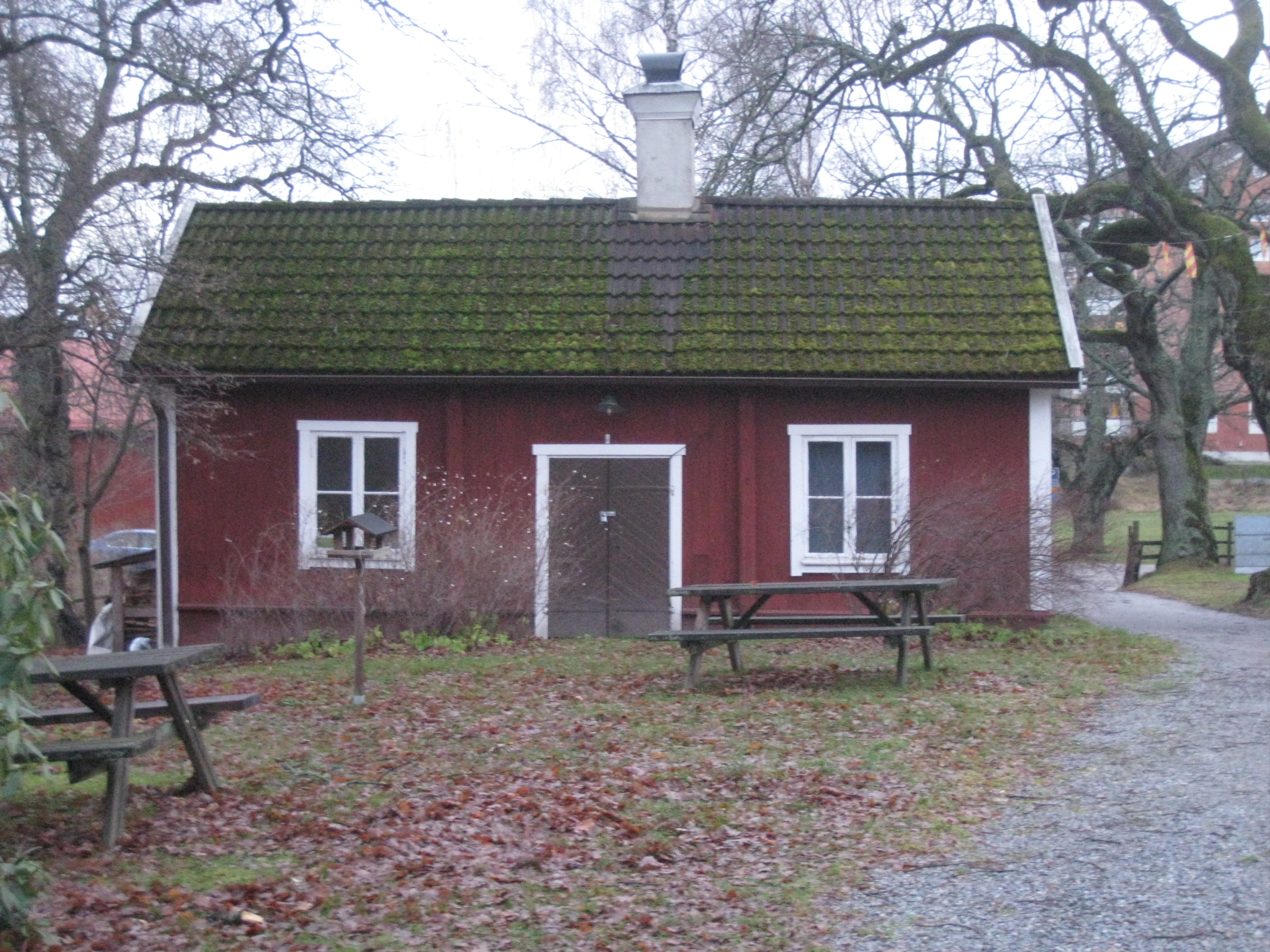
Södra flygeln, som nu är bagarstuga, har tidigare varit tvättstuga och brygghus, den uppfördes troligen också på 1700-talet.
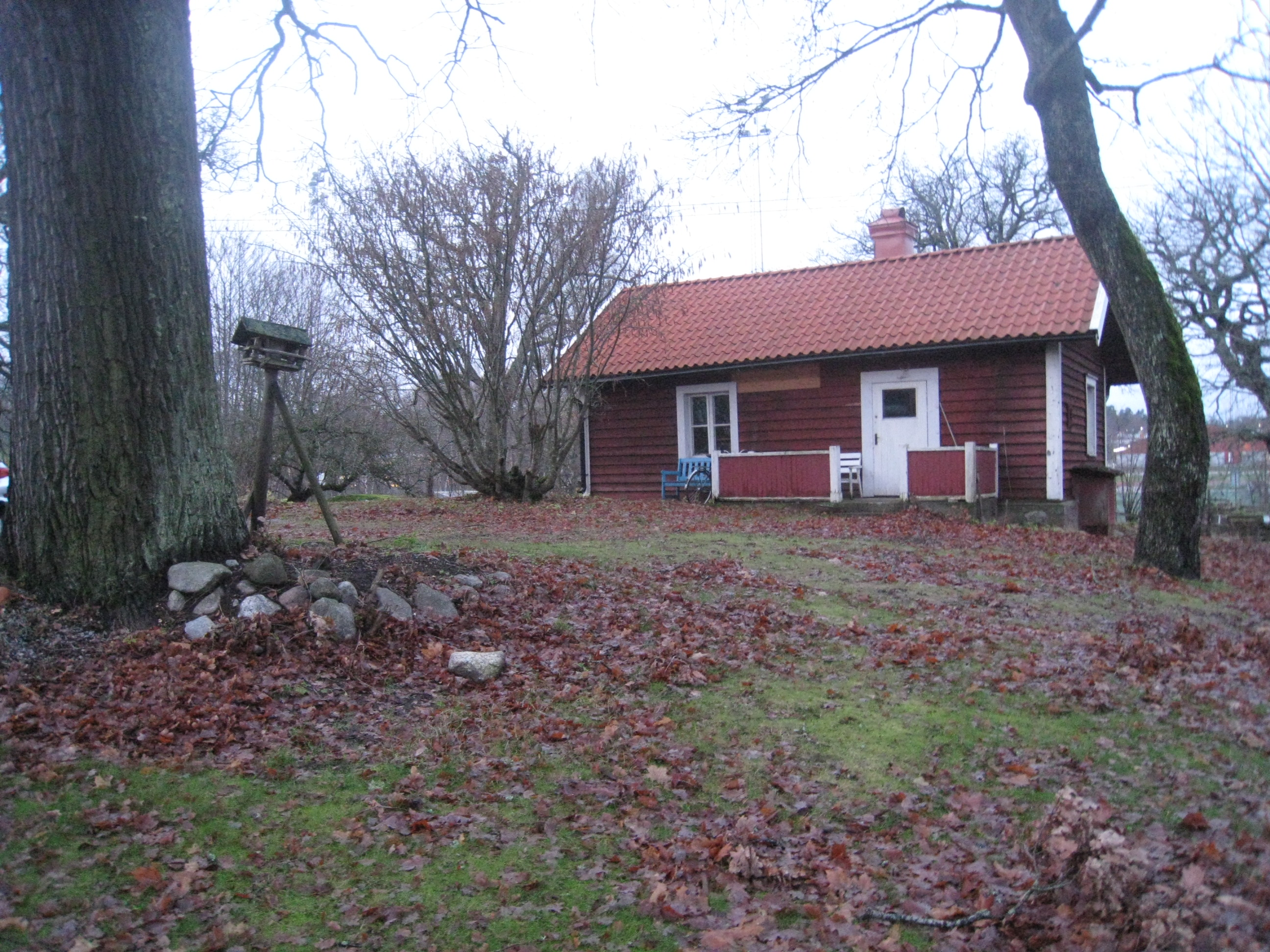
Norra flygeln har tidigare varit drängstuga.
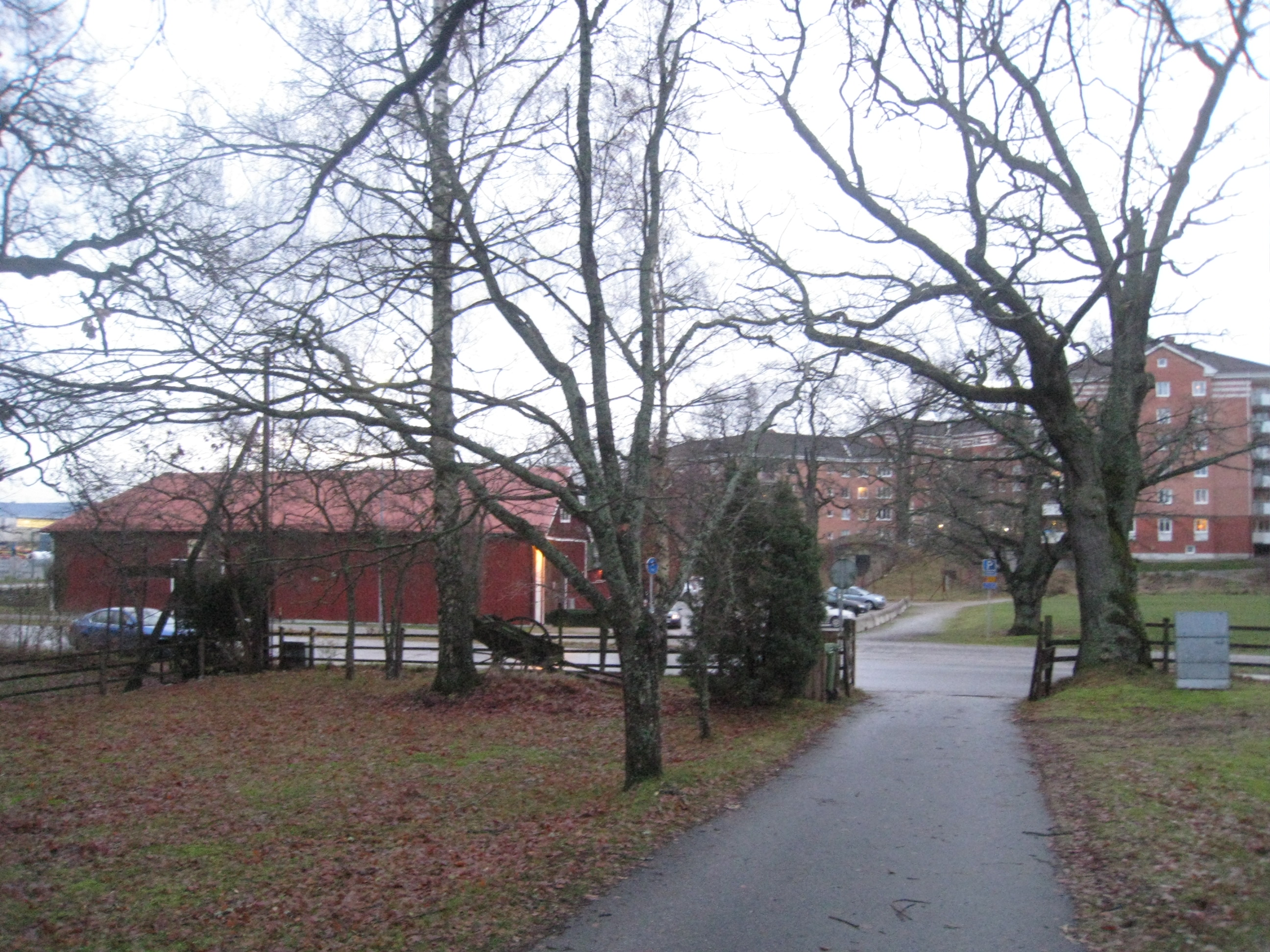
Gården omges av gammal lövträdsvegetation, den stora ekonomibyggnaden i bakgrunden är logen.

## Namnet
Ulv- kommer av det gamla ordet för varg och -sättra betyder fäbod eller utmarksäng. Med hjälp av namnet Ulvsättra har man försökt ta reda på åldern för bebyggelsen på denna plats. Om förledet ulv- betyder varg kan namnet härledes till förhistorisk tid eftersom ordet varg inte började används i svenska språket förrän under medeltiden. Ulv- kan även stå för förnamnet Olof eller Ulf. Sättra- namn betyder oftast "utmarksäng" i betydelsen i utmarken, sätern.

## Historik
Ulvsättra nämns första gången 1534 i jordeboken som ett biskopshemman under Uppsala domkyrka och det var då ett gods som tillhörde Görvälns slott. Kronan och kungen lade beslag på Ulvsättra gård efter reformationen. Johan III skänkte år 1573 bland annat Görvälns gård och Ulvsättra gård till Antonius de Palma, som troget stått vid Johan och hans gemål Katarina Jagellonikas sida under de svåra åren då Johans äldre bror Erik XIV var kung.

## Tidig historia
Redan vid mitten av 1530-talet låg de underlydande gårdarna Slammertorp, Brännbol, Dikartorp, Henrikstorop, Lädersättra och Ulvsättra under Görväln. Gårdarna upptas i 1534 års jordebok som biskopshemman, fastän de redan tidigare hade tyckts ha överförts till förvaltningen av Sankt Eriks landbor. Förvaltningen avsåg de gårdar som ligger under Sankt Eriks altare i Uppsala domkyrka. Från 1539 registrerades gårdarna även i jordeböckerna som att de låg därunder och hörde till rättardömet Görväln. Genom reformationen på 1520-talet hade dessa gårdar i realiteten redan gått över i Kronans ägo, eftersom de i jordeböckerna registrerades enligt sin gamla jordenatur. Gårdarna var 3 7/8 mantal, taxerade till 192.000 kronor, samt såg och kvarn taxerade till 2.000 kronor.
År 1599 fick arrendatorn (brukaren) betala 27 öre i förmögenhetsskatt. Han hade 5 kor, 2 hästar, 4 får och ett svin på gården. Dessutom var han så kallad sexman, det vill säga förtroendevald tillsynsman för en av socknens sex rotar. Till höga vederbörande hade han att rapportera hur det stod till bland grannar och andra. På gården drevs lantbruk hela tiden, också under de år på 1800-talets första hälft när den arrenderades av högre ämbetsmän och grosshandlare från Stockholm.

## Senare historia
Fram till 1912 var Ulvsättra utarrenderad till självständiga brukare och då lades jordbruket under Görväln. På 1920-talet övergick Ulvsättra gård från Görväln till Bolinderföretaget, som började bebygga marken. Marken kring gården började vid den tiden att exploateras av Bolinders. År 1921 köptes gården in med tillhörande ägor av J. & C.G. Bolinders Mekaniska Verkstads AB och drev jordbruk på gården, omväxlande i egen regi eller genom arrendator.
Järfälla kommun köpte in gården 1969 och från och med det året har gården tillhört Järfälla kommun. Två år senare, 1971, lades lantbruket ned och ekonomibyggnaderna togs i besittning av kommunen. Stallsättra kom till exempel att användas för Kallhälls 4H-verksamhet.

## Huvudbyggnaden
År 1801 uppfördes huvudbyggnaden i en stil som var ganska vanlig för mindre herrgårdar under slutet av 1700-talet. Enligt brandförsäkringshandlingar är mangården uppförd 1801. 25 år senare beskrevs huset vara "i ganska godt stånd", när Kungl. sekreteraren A.H. Hellman 1826 arrenderade gården. Den norra flygeln byggdes 1803. Vid brandsynen 1826 var den "i hjelpeligt stånd". En förstuga och två drängkammare fanns i stugan. I den södra flygeln hade man tvättstuga och brygghus.
I slutet av 1800-talet lät brukspatron Axel Ulrik Björkman, ägare till Görväln och Ulvsättra, bygga en ny lada (1874), ett stall (1886) och en ladugård (1886) för 20 kreatur. 1905 tillkom ett vagnshus. Under hand revs den tidigare bebyggelsen. Strax söder om logen ligger en byggnad, som kallas Stallsättra, den byggdes inte på platsen. Den flyttades hit 1969 och ”man stack helt sonika ett par granar under byggnaden och drog den till Ulvsättra.”

## Torpet Lilla Ulvsättra och bostadsområdet
Torpet Lilla Ulvsättra låg ungefär 300 meter söder om Ulvsättra gård. Torpet tillkom någon gång på 1700-talet, det är oklart när. År 1738 vet vi dock att torparen där hette Drake. Först gick torpet under lite olika namn innan man slutligen stannade för Lilla Ulvsättra. Torparstugan, som var av sen 1800-talskaraktär, brann ned 1972. De sista åren användes den som sommarstuga.
På Lilla Ulvsättras mark växte under början av 1990-talet upp ett hyreshusområde med 530 lägenheter. Den gamla torpplatsen ligger mitt inne i bostadsområdet och den utmärks idag med en sten och en minnestavla. En kolonilottsstuga invigdes i oktober 1993 strax intill. Den stugan är byggd som en förminskad kopia av Lilla Ulvsättra, torpet som givit namn åt bostadsområdet.